# Börgerende-Rethwisch
Börgerende-Rethwisch är en kommun i Landkreis Rostock i förbundslandet Mecklenburg-Vorpommern i Tyskland.
Kommunen bildades 1957 genom en sammanslagning av Börgerende och Rethwisch.
Kommunen ingår i kommunalförbundet Amt Bad Doberan-Land tillsammans med kommunerna Admannshagen-Bargeshagen, Bartenshagen-Parkentin, Hohenfelde, Nienhagen, Reddelich, Retschow, Steffenshagen och Wittenbeck.